# Dipurena simulans
Dipurena simulans är en nässeldjursart som beskrevs av Bouillon 1965. Dipurena simulans ingår i släktet Dipurena och familjen Corynidae. Inga underarter finns listade i Catalogue of Life.